# NGC 7661
NGC 7661 је спирална галаксија у сазвежђу Тукан која се налази на NGC листи објеката дубоког неба.
Деклинација објекта је - 65° 16' 18" а ректасцензија 23h 27m 14,5s. Привидна величина (магнитуда) објекта NGC 7661 износи 13,4 а фотографска магнитуда 14,1. Налази се на удаљености од 32,008 милиона парсека од Сунца. NGC 7661 је још познат и под ознакама ESO 110-11, PGC 71473.